# Bale (zona)
Bale è una delle zone amministrative in cui è suddivisa la Regione di Oromia in Etiopia.

## Woreda
La zona è composta da 13 woreda:
1. Agarfa
2. Berbere
3. Dinsho
4. Gasera
5. Goba
6. Goba town
7. Goro
8. Gura Damole
9. Harena Buluk
10. Meda Welabu
11. Mena
12. Robe Town
13. Sinana